# Yelena Cheremetieva
Yelena Cheremetieva (vers 1553 - 4 janvier 1587), était une femme de la haute noblesse russe, tsarevna de Russie en qualité de  troisième épouse du tsarévitch Ivan Ivanovitch, fils et héritier du tsar Ivan le Terrible.

## Biographie
Yelena Cheremetieva était la fille du boyard Ivan Vassilievitch Cheremetiev. Elle a été choisie pour épouser le fils du tsar, lors d'une parade nuptiale à laquelle participaient les plus jolies filles de la noblesse. 
Avant le mariage d'Yelena avec le tsarévitch, Ivan IV avait envisagé plusieurs candidates pour les marier à son fils, mais il les avait toutes  trouvées inadaptées pour une raison ou pour une autre. La première et la deuxième épouse du jeune Ivan avaient été envoyées dans des couvents, en raison de leur apparente incapacité à avoir des enfants.

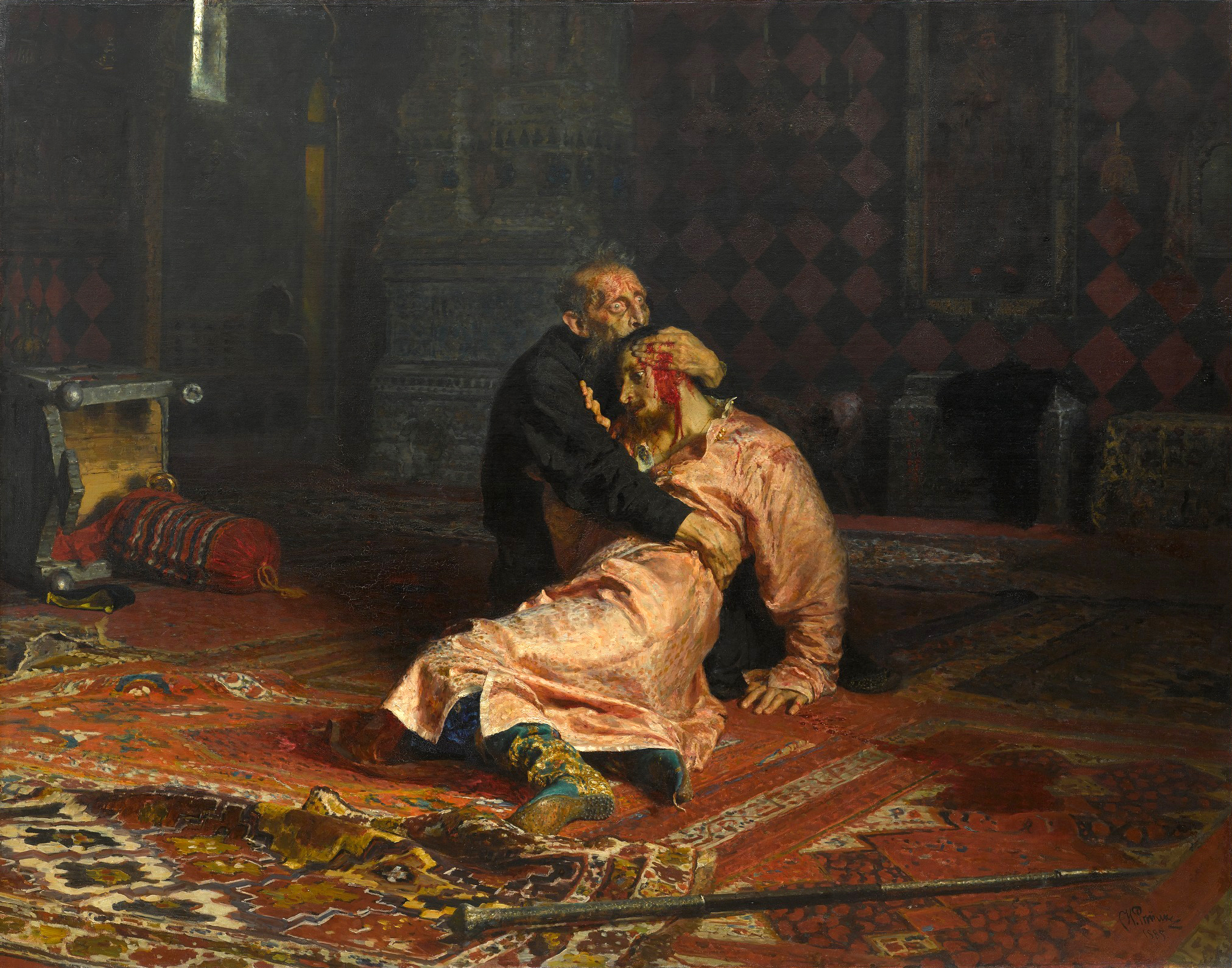
Ivan le Terrible tue son fils (1885), par Ilia Répine

En octobre 1581, Yelena se révéla être enceinte. Cependant, le 15 novembre, le tsar lui reprocha une tenue qu'il considérait comme indécente, et il la rudoya avec brutalité. Entendant les cris de sa jeune épouse, le tsarévitch se précipita pour la défendre, criant à son père : " Vous avez envoyé ma première femme dans un couvent sans raison, vous avez fait la même chose avec la deuxième, et maintenant, vous frappez la troisième, au risque d'attenter à la vie de mon fils qu'elle porte !". De fait, la grossesse d'Yelena devait se terminer peu après par une fausse couche. 
Le tsarévitch s'emporta dans une violente confrontation avec son père, et une dispute s'ensuivit qui prit fin lorsque le tsar frappa son fils à la tête avec son sceptre. L'héritier du trône mourut à la suite de cette blessure le 19 novembre 1581, laissant veuve Yelena.
Après le décès de son mari, le tsar son beau-père l'installa dans le couvent de Novodievitchi. Cependant, à la différence des deux précédentes épouses, elle ne fut pas exilée loin de Moscou, mais placée dans un couvent non loin de la cour, où elle fut traitée conformément à son statut de membre de la famille impériale.